# Adriano Cadregari
Adriano Cadregari (Crema, 9 ottobre 1954) è un allenatore di calcio italiano.

## Carriera
Inizia la carriera nelle giovanili del Pergocrema dove allena dal 1983 al 1987. Successivamente passa a guidare la prima squadra in Serie C2 e poi per un anno guida le giovanili dell'Atalanta.
Nel 1990 allena il Siracusa in Serie C1 per tre anni e nel 1993 passa allo Spezia, sempre in Serie C1, dove viene esonerato. Per due anni guida le giovanili del Brescia, vincendo il Torneo di Viareggio 1996.
Dopo altri tre anni in Serie C1 a Casarano e Lecco, nella stagione 1999-2000 debutta in Serie B con la Salernitana, dove dopo un inizio positivo in Coppa Italia viene sostituito dopo la quinta giornata da Luigi Cagni; a sua volta subentra a Cagni per una giornata, alla nona di ritorno, ma, sconfitto nel derby con il Savoia, si dimette.
Negli anni seguenti guida formazioni di Serie C1 e Serie C2 come Atletico Catania, Brescello e Reggiana e dal 2005 al 2007 passa al settore giovanile della Fiorentina. Nel 2007 è ancora in Serie C1 alla guida del Taranto, ma lascia l'incarico prima dell'inizio della stagione, e l'anno seguente al Lecco. Nel 2010 al Matera, con una formazione di giovani raggiunge il settimo posto nel campionato di Lega Pro Seconda Divisione. È docente del settore tecnico della Figc
In carriera conta complessivamente quattro subentri e sette esoneri.

## Palmarès

### Competizioni giovanili
- Torneo di Viareggio: 1

Brescia: 1996